# シアー
シアー株式会社 (Sheer, Inc) は東京都新宿区北新宿1-7-20アルテビル北新宿に本社を置く日本の音楽企業。
代表取締役社長、高梨雄一朗。

## 社名の由来
sheerという単語には「まったくの、完全な」 「純然たる、混ぜ物のない水で割らない」などの意味があり、「売るための音楽・商業ベースの音楽」ではなく、「自分自身が心から信じられる音楽」を楽しんでもらいたい、誰に何と言われようと「自分の信じられる音楽」を大切にしてもらいたい、という想いから、「sheer music（自分自身が純粋に楽しめる・信じられる音楽）」と言う造語を作り、それを社名とした。

## 沿革
- 1999年11月 - 前身となるシアーミュージックアーツを個人事業として設立
- 2001年08月 - 前身となる有限会社シアーミュージックアーツ設立（資本金300万円）
- 2003年05月 - 本社を渋谷区代々木に移転
- 2004年06月 - 本社を新宿区西新宿に移転
- 2006年03月 - シアー株式会社に組織変更（資本金1000万円）
- 2006年10月 - シアーミュージックエンタテインメントを設立
- 2009年06月 - 本社を現在地に移転
- 2020年02月 - 株式会社残響をグループ会社化
- 2020年02月 - 株式会社残響マネジメントをグループ会社化
- 2021年11月 - ユニゾンライブ株式会社をグループ会社化

## 事業

### レーベル事業
- ライブ・イベント、オーディション等の企画

### スクール事業
- 音楽スクールを全国100校舎を展開

## 関連会社
- シアーミュージックエンタテインメント株式会社
- 株式会社残響
- 株式会社残響マネジメント
- ユニゾンライブ株式会社